# Falcileptoneta zenjoenis
Espèce
Synonymes
- Leptoneta zenjoenis Komatsu, 1965

Falcileptoneta zenjoenis est une espèce d'araignées aranéomorphes de la famille des Leptonetidae.

## Distribution
Cette espèce est endémique de Shikoku au Japon.

## Étymologie
Son nom d'espèce, composé de zenjo et du suffixe latin -ensis, « qui vit dans, qui habite », lui a été donné en référence au lieu de sa découverte.

## Publication originale
- Komatsu, 1965 : Two new cave spiders of genera Cybaeus and Leptoneta from Shikoku Island. Acta arachnologica, vol. 19, p. 21-24.